# 500 klíčů
500 klíčů v anglickém originále 500 Keys) je 21. díl 22. řady (celkem 485.) amerického animovaného seriálu Simpsonovi. Scénář napsal John Frink a díl režíroval Bob Anderson. V USA měl premiéru dne 15. května 2011 na stanici Fox Broadcasting Company a v Česku byl poprvé vysílán 29. září 2011 na stanici Prima Cool.

## Děj
Homer si jde koupit dort a vezme s sebou i Barta, Lízu a Maggie. Jakmile se vrátí domů, všichni kromě Maggie vystoupí z auta, ale Maggie se v něm spolu s klíčky zamkne. Marge rychle začne prohledávat místa, kde by mohly být náhradní kličky od auta. V jednom ze šuplíků najde hromadu různých klíčů. Mezitím si ale Maggie sama odemkne a přijde za nimi do kuchyně. Homer a Bart začnou zkoumat, od čeho který klíč je. Homer narazí na klíč od pivovaru Duff a proletí se se vzducholodí Duffu. Líza se rozhodne zanést zpět do školy klíč, který tam patří, a Marge s Maggie pomocí klíče nastartují natahovací vláček, který jim ujede a jezdí Springfieldem. Mezitím Líza ve škole neodolá pokušení a pomocí klíče odemkne dveře, které vedou do tajné třídy, ve které je všechno vybavení falešné. Rozhodne se proto zaběhnout za ředitelem Skinnerem, který jí tvrdí, že o žádné takové třídě nikdy neslyšel a nikdy tam nebyl, ale souhlasí s tím, že ho tam Líza zavede. Když ale Líza opět odemyká dveře třídy před fotografy a ředitelem Skinnerem, jsou v místnosti jen police s knihami. Ředitel Skinner Líze následně klíč sebere.
Lízu napadne, že zajde do výrobny klíčů a nechá si vyrobit klíč podle fotografie. Jakmile má kopii klíče, rozhodne se znovu prozkoumat záhadnou třídu, ale opět tam najde jen police. Lízu nicméně napadne, že se bude jednat o falešné police, a tak do nich stačí pouze lehce zaklepat, police spadnou a znovu se objeví záhadná třída. Když do ní vstoupií, spatřila neznámou osobu, jak na tabuli ve třídě píše větu „Děti jsou v autobuse číslo 23.“. Bart později Líze poradí, ať se na autobus č. 23 zeptá Nelsona, který na školu chodí už dlouho, protože pořád propadá. Ten jí řekne, že kdysi v zimě odjel autobus č. 23 plný dětí na školní výlet. Pro přejezd přes Ledový most byl ale příliš těžký a z místa se již nikdy nevrátil.
Líza s Bartem se rozhodnou prozkoumat místo, kde v zimě bývá Ledový most, a využijí toho, že Homer má „půjčenou“ vzducholoď Duffu. Když doletí nad řeku, kde v zimě bývá Ledový most, Líza ze vzducholodě kvůli Homerově nešikovnosti vypadne. Spadne do řeky a spatří potopený autobus č. 23 a všechny jeho cestující. Bart převezme řízení vzducholodě a Homer se Lízu vydá zachránit, ale pod hromadou figurín, které vyplavaly z autobusu, se začne topit. Oba zachrání čistou náhodou Margin vláček, který narazil do stromu, jenž následně spadl přes řeku, a Homer a Líza se ho chytí. Vláček, který měl být dárkem od Homera pro Marge k výročí, je ale zničen. Záhy se u řeky objeví Otto, který se přizná, že text na tabuli psal on. Líza mu vysvětlí, že žádné děti nezabil a jsou to jen figuríny.
Následně se Simpsonovi, ředitel Skinner a inspektor Chalmers sejdou v oné záhadné třídě a všechno si vysvětlí. Před lety dostala škola dotaci, ale Skinner vybral všechny peníze v hotovosti a jeho matka mu kalhoty, ve kterých měl peníze, vyprala, a tak škola přišla o veškeré dotace. Museli ale dokázat využití těchto dotací, a tak postavili falešnou třídu s falešným vybavením a stačilo pouze posadit do lavic figuríny, udělat fotografie a poslat je. Jenomže figuríny byly pronajaté a škola je musela vrátit. Zpět do půjčovny je vezl autobus č. 23, ale spadl do řeky pod Ledovým mostem. Díl končí tím, že Otto veze děti v autobuse po mostě s náledím a dělá nebezpečné manévry, protože si myslí, že to jsou jen figuríny (i když nebyly), a autobus spadne do řeky.

## Produkce
V epizodě hostoval Albert Brooks jako Hank Scorpio, postava z dílu 8. řady Dvojí stěhování. Tabulový gag byl napsán tak, aby opravil chybu z předchozí epizody Střihoruký Homer, kde bylo příjmení hostující hvězdy Kristen Schaalové v titulcích napsáno nesprávně jako „Schall“. Schaalová nakonec producentům za opravu jména poděkovala prostřednictvím Twitteru.

## Přijetí
V původním americkém vysílání 15. května 2011 vidělo díl asi 6 milionů domácností a mezi dospělými ve věku 18 až 49 let získal rating 2,5 a 7% podíl, což znamená, že ho vidělo 2,5 % všech lidí ve věku 18 až 49 let a 7 % všech lidí ve věku 18 až 49 let, kteří v době vysílání sledovali televizi. Epizoda zůstala vyrovnaná ve sledovanosti oproti předchozí epizodě Střihoruký Homer.
The A.V. Club se vyjádřil, že epizoda je sice „zábavná“, ale „nikdy se nepřiblíží skvělým věcem“, a také díl označil za „jednorázový“. Nakonec mu udělil hodnocení B.
Patrick D. Gaertner ze serveru Puzzled Pagan napsal: „Tahle epizoda je naprosto šílená. A i když ten konec možná není tak uspokojivý, jak by měl být, neodvádí to pozornost od faktu, že tahle epizoda je zatraceně zábavná. Miluju díly, jako je tenhle, kdy se členové rodiny vydávají na bláznivá dobrodružství, která se vzájemně propojují a posílají je po celém Springfieldu. Sice je to celé s Bartem trochu nudné a člověk by si myslel, že když dostane klíče od města, tak to přijde jako vyvrcholení, ale co už. Margin příběh by měl být asi nejhloupější, ale z nějakého důvodu mě opravdu bavilo sledovat, jak Marge nedokáže chytit tu divnou prdící hračku a přitom všechny kolem sebe přivádí do rozpaků. To je prostě skvělé. Stejně tak Homer létající ve vzducholodi byl většinou jen hloupý, což vedlo ke spoustě zábavných gagů. Ale co zřejmě dělá tento díl tím nejlepším, je šílená zápletka, do které se zaplete Líza. Vidět ji, jak se prohání po městě a snaží se o nějakou šílenou konspirační teorii, která celá vznikla z toho, že se jen snažila vrátit zatracený klíč. Je to skvělé.“.